# Andy Richter
Paul Andrew "Andy" Richter (Grand Rapids, Míchigan; 28 de octubre de 1966) es un actor, comediante, escritor y locutor estadounidense. Es más conocido por su papel como el compañero de Conan O'Brien en cada uno de los programas que ha tenido el anfitrión, Late Night, The Tonight Show de NBC y Conan, de la TBS.  En 2002 apareció en el Episodio 19 de la temporada 3 de Malcolm in the Middle, en el papel del Dr. Kennedy.

## Biografía
Estuvo casado con la actriz Sarah Thyre y tienen dos hijos, William y Mercy. Thyre fue parte del elenco de la serie de comedia Strangers with Candy, donde Richter hizo frecuentes apariciones. Richter y Thyre también aparecieron juntos interpretando a Hansel y Gretel en un episodio de la serie de comedia Upright Citizens Brigade en 1998.
Es miembro de la fraternidad universitaria Sigma Phi Epsilon. Además de su trabajo en televisión, ha aparecido en películas como Aliens in the Attic, Big Trouble, Elf, Seeing Other People, New York Minute, Madagascar, Madagascar 2: Escape de África, Madagascar 3: Europe's Most Wanted, My Boss's Daughter, Scary Movie 2, Cabin Boy, Frank McKlusky, C.I,  Pootie Tang, Talladega Nights: The Ballad of Ricky Bobby, Blades of Glory, Semi-Pro, Lenny the Wonder Dog, Dr. T & the Women y Los pingüinos de Madagascar.